# Flatholmen fyr
Flatholmen fyr er et fyr som ligger på en flad holm ved Jæren i Sola kommune i Rogaland fylke i Norge.
Fyret ble sat i drift 1. september 1862 og består i dag af en enkelt fyrlygte i stål, fyrvogterbolig, udhus og maskinhus, samt et naust. Oprindelig stod fyret som en del af fyrvogterboligen. Under om- udbygning i 1931-32 blev der installeret et "tyfoon"-tågehorn, det første af sin art i Norge. Derfor måtte man opføre en bygning til dette, det som i dag er maskinhuset. Der blev og behov for en fyrassistent til at passe på tågehornet. Han boede i nutidens udhus sammen med sin familie.
Fyret ligger ud for Tananger, og til trods for kort vej fra kysten er øen kun tilgængelig når vejret tillader det.
Fyret blev affolket og automatiseret i 1984 og har siden den gang stået tomt. Siden 2003 har historieforeningen Tanangers Minne disponeret over Flatholmen efter aftale med Kystverket. Hver sommer bor en værtsfamilie på øen, som da er tilgængelig for besøgende. Hvert forår monteres en flydebro for at lette adgangen. Den bliver stående frem til efteråret.

## Eksterne kilder og henvisninger
- Flatholmen fyr Arkiveret 24. maj 2013 hos  Wayback Machine på Norsk Fyrhistorisk Forenings websted